# لايام تروتر
لايام تروتر (بالإنجليزية: Liam Trotter)‏ (24 أغسطس 1988 بإبسوتش في المملكة المتحدة - ) هو لاعب كرة قدم بريطاني في مركز الوسط. لعب مع إيبسويتش تاون وبولتون واندررز وسكونثورب يونايتد وغريمسبي تاون ونادي ميلوول ونوتينغهام فورست.

## وصلات خارجية
- لايام تروتر على موقع قاعدة بيانات كرة القدم.إي يو (الإنجليزية)
- لايام تروتر على موقع Soccerbase.com (لاعب) (الإنجليزية)
- لايام تروتر على موقع Soccerway.com (الإنجليزية)
- لايام تروتر على موقع عالم كرة القدم.نت (الإنجليزية)